# Cornelius Sabinus
Cornelius Sabinus est un tribun militaire de la garde prétorienne meurtrier de Caligula et celui qui le 24 janvier 41 lui a donné un des coups mortels avec Cassius Chaerea — le principal conspirateur contre Caligula — Après l'exécution de Chaerea sur l'ordre de l'empereur Claude, Sabinus, quoique amnistié, s'est suicidé avec son glaive, dédaignant de survivre à l'associé de son acte glorieux. D'après Flavius Josèphe celui qui a donné l'ultime coup mortel à Caligula est un certain Aquila.

### Sources antiques
- Dion Cassius LIX, 29, LX, 3.
- Flavius Josèphe, Antiquités judaïques XIX, 1, 4.
- Suetone, Calígula 58.

### Sources modernes
- Barrett, A. (1989):  Caligula, the Corruption of Power. Londres: Routledge, p. 161-76.
- Bingham, SJ (1997): The Praetorian Guard in the Political and Social Life of Julio-Claudian Rome. Vancouver: Universidad de la Columbia Británica, p. 159-62.